# 64.º Prêmio APCA
O 64.º Prêmio APCA foi um evento organizado pela Associação Paulista de Críticos de Arte (APCA) com o propósito de premiar os melhores de 2019 nas seguintes áreas: Arquitetura, artes visuais, cinema, dança, literatura, música popular, rádio, teatro, teatro infantojuvenil e televisão.
Os vencedores foram anunciados em 10 de dezembro de 2019, após votação realizada no dia anterior, durante a assembleia da APCA na sede do Sindicato de Jornalistas Profissionais do Estado de São Paulo. Cada crítico membro da APCA presente votou exclusivamente dentro de sua área de atuação. São selecionadas no máximo sete categorias em cada área, que podem sofrer alterações a cada ano de acordo com a percepção dos críticos sobre o que seria mais pertinente em cada período. Também há a exigência de que um mínimo de três críticos de cada área estejam presentes à votação, o que pode fazer com que não ocorra premiação para determinadas categorias em alguns anos por falta de quórum.
A cerimônia de entrega do Prêmio APCA ocorreu em 17 de fevereiro de 2020, no Teatro Sérgio Cardoso. O troféu desta edição foi criado pelo artista plástico Francisco Brennand, morto em dezembro de 2019.

## Prêmio Especial da APCA
A diretoria da APCA concedeu à atriz Fernanda Montenegro o Prêmio Especial da APCA por seu protagonismo na defesa da liberdade de expressão e por sua contribuição a quatro áreas artísticas contempladas pela premiação: Cinema, literatura, teatro e televisão.

## Vencedores

### Arquitetura
| Categoria                                                         | Vencedor |
| ----------------------------------------------------------------- | --- |
| Melhor obra de arquitetura                                        | Hospital de Urgências de São Bernardo do Campo SPBR Arquitetos - Angelo Bucci                                    |
| Resistência ambiental                                             | Centro Experimental Floresta Ativa Cristina Xavier                                                               |
| Valorização da arquitetura no debate público                      | Gestão IAB-SP 2017-2019                                                                                          |
| Valorização do patrimônio arquitetônico                           | Jornada do Patrimônio Departamento do Patrimônio Histórico (DPH) da Secretaria Municipal de Cultura de São Paulo |
| Trajetória dedicada à universidade pública e à pesquisa acadêmica | Nestor Goulart Reis Filho                                                                                        |
| Urbanidade                                                        | Estação São Paulo-Morumbi 23 Sul Arquitetura                                                                     |
| Apropriação urbana                                                | Redes da Maré |

Votaram: Abilio Guerra, Fernando Serapião, Francesco Perrotta-Bosch, Gabriel Kogan, Guilherme Wisnik, Hugo Segawa, Luiz Recaman, Maria Isabel Villac, Mônica Junqueira de Camargo, Renato Anelli

### Artes visuais
| Categoria                | Vencedor                                  |
| ------------------------ | ----------------------------------------- |
| Grande prêmio da crítica | Tarsila Popular MASP                      |
| Exposição internacional  | Man Ray em Paris CCBB                     |
| Exposição nacional       | Leonilson por Antonio Dias Pinakotheke    |
| Fotografia               | Marc Ferrez Instituto Moreira Salles      |
| Retrospectiva            | Franz Weissmann Itaú Cultural             |
| Arte e reflexão          | Galeria Transarte                         |
| Destaque                 | Luisa Strina Recorte da Contemporaneidade |

Votaram: Antonio Zago, Bob Sousa, João J. Spinelli, José Henrique Fabre Rolim, Ricardo Nicola e Silvia Balady

### Cinema
| Categoria               | Vencedor                                                  |
| ----------------------- | --------------------------------------------------------- |
| Filme                   | Bacurau                                                   |
| Diretor                 | Juliano Dornelles e Kleber Mendonça Filho Bacurau         |
| Roteiro                 | Ives Rosenfeld e Pedro Freire Aspirantes                  |
| Ator                    | Christian Malheiros Sócrates                              |
| Atriz                   | Carol Duarte e Júlia Stockler Vida Invisível              |
| Documentário            | Democracia em Vertigem Petra Costa                        |
| Prêmio especial do júri | A Rosa Azul de Novalis Gustavo Vinagre e Rodrigo Carneiro |

Votaram: Flavia Guerra, Luiz Carlos Merten, Orlando Margarido e Walter Cezar Addeo

### Dança
| Categoria                              | Vencedor                                                                                           |
| -------------------------------------- | -------------------------------------------------------------------------------------------------- |
| Espetáculo (estreia)                   | ELO T. F. Style Cia. de Dança                                                                      |
| Espetáculo (não estreia)               | Plano Sequência / Take 2 Jorge Garcia Companhia de Dança                                           |
| Coreografia / Criação                  | Cassi Abranches, pela coreografia de Agora, da São Paulo Companhia de Dança                        |
| Interpretação                          | Elenco da Lia Rodrigues Companhia de Danças Fúria                                                  |
| Prêmio técnico                         | Mirella Brandi e Solano, pelo design de luz de Foreign Body, de Clébio Oliveira                    |
| Projeto / Programa / Difusão / Memória | Programação de dança da Oficina Cultural Oswald de Andrade                                         |
| Grande prêmio da crítica               | Sesc São Paulo, pela programação contínua de dança em suas unidades da capital, interior e litoral |

Votaram: Amanda Queirós, Cássia Navas, Henrique Rochelle, Iara Biderman, Yaskara Manzini

### Literatura
| Categoria                                       | Vencedor                                                                                               |
| ----------------------------------------------- | --- |
| Romance                                         | Crocodilo Javier Arancibia Contreras / editora Companhia das Letras                                    |
| Ensaio/Teoria e/ou Crítica Literária/Reportagem | O Crime da Galeria de Cristal Boris Fausto / editora Companhia das Letras                              |
| Infantil/Juvenil                                | Enfim, Capivaras Luisa Geisler / editora Companhia das Letras                                          |
| Poesia                                          | Melancolia Carlos Cardoso / editora Record                                                             |
| Contos/Crônicas                                 | Redemoinho em Dia Quente Jarid Arraes / editora Alfaguarra                                             |
| Tradução                                        | Eric Nepomuceno, pela tradução de O Jogo da Amarelinha, de Julio Cortázar editora Companhia das Letras |
| Biografia/Autobiografia/Memória                 | Em Busca da Alma Brasileira: uma Biografia de Mário de Andrade Jason Tércio / editora Sextante         |

Votaram: Amilton Pinheiro, Gabriel Kwak, Fabio Siqueira e Ubiratan Brasil

### Música popular
| Categoria                | Vencedor                               |
| ------------------------ | -------------------------------------- |
| Grande prêmio da crítica | Beth Carvalho                          |
| Artista do ano           | Djonga                                 |
| Melhor álbum             | Abaixo de Zero: Hello Hell Black Alien |
| Melhor show              | Emicida no Theatro Municipal           |
| Revelação                | Ana Frango Elétrico                    |
| Projeto especial         | Itamar 70                              |
| Música clipe do ano      | Amor de Que Pabllo Vittar              |
| Homenagem (in memoriam)  | Walter Franco                          |

Votaram: Adriana de Barros, Alexandre Matias, José Norberto Flesch, Marcelo Costa, Pedro Antunes e Tellé Cardim

### Rádio
| Categoria                                  | Vencedor                                                                                   |
| ------------------------------------------ | ------------------------------------------------------------------------------------------ |
| Programa jornalístico                      | Radar Noticioso Rede Metropolitana (Vale do Paraíba)                                       |
| Apresentador (jornalismo)                  | Roberto Nonato CBN                                                                         |
| Produtor/apresentador (musical - popular)  | Jones Mendes e Tonho Prado Coração Sertanejo (Nativa FM)                                   |
| Produtor/apresentador (musical - pop/rock) | André Góis Hora da Vitrola (Eldorado FM)                                                   |
| Produtor/apresentador (entretenimento)     | Domenico Gatto, Silvio Ribeiro, Marcos Aguena e Bernardo Veloso Morde Assopra (Energia 97) |
| Webrádio                                   | Web Vintage Radio Link                                                                     |
| Podcast                                    | Meio Rádio Link                                                                            |

Votaram: Fausto Silva Neto, Marcelo Abud, Marco Antonio Ribeiro e Maria Fernanda Teixeira

### Teatro
| Categoria                | Vencedor |
| ------------------------ | --- |
| Grande prêmio da crítica | Danilo Santos de Miranda por criar um polo de resistência no Sesc São Paulo para o teatro nacional |
| Espetáculo               | Tom na Fazenda |
| Direção                  | Jé de Oliveira Gota D' Água {Preta} |
| Dramaturgia              | Newton Moreno As Cangaceiras Guerreiras do Sertão |
| Ator                     | Iuri Saraiva Jardim de Inverno |
| Atriz                    | Débora Duboc A Valsa Lili |
| Prêmio especial          | Espetáculo Terror e Miséria no Terceiro Milênio - Improvisando Utopias, pelo posicionamento político frente à realidade do País, e Judite Gerônimo de Lima, pela longa e importante trajetória como costureira de teatro |

Votaram: Aguinaldo Cristofani Ribeiro da Cunha (votou apenas no "Grande prêmio da crítica" e prêmios especiais), Celso Curi, Edgar Olimpio de Souza, Evaristo Martins de Azevedo, Gabriela Mellão, José Cetra Filho, Kyra Piscitelli, Marcio Aquiles, Michel Fernandes, Miguel Arcanjo Prado e Vinício Angelici

### Teatro infanto-juvenil
| Categoria                                                     | Vencedor |
| ------------------------------------------------------------- | --- |
| Espetáculo infantil                                           | Vamos Comprar um Poeta direção de Duda Maia                                                                         |
| Espetáculo para jovens                                        | NOMO direção de Pedro Garrafa                                                                                       |
| Espetáculo encenado em espaço aberto                          | Elagalinha Cia. Bendita                                                                                             |
| Espetáculo de valorização de um clássico e com texto adaptado | Dom Quixote Cia UM de Teatro                                                                                        |
| Espetáculo da modalidade reconto                              | A Travessia de Maria e seu Irmão João Cia. Arthur Arnaldo                                                           |
| Espetáculo com a temática de identidade de gênero             | Existo! Cia. La Leche                                                                                               |
| Revelação do ano                                              | Thaís Medeiros, pela direção de O Dia em Que Minha Vida Mudou Por Causa de um Chocolate Comprado Nas Ilhas Maldivas |

Votaram: Beatriz Rosenberg, Dib Carneiro Neto, Gabriela Romeu e Mônica Rodrigues da Costa

### Televisão
| Categoria        | Vencedor                                                   |
| ---------------- | ---------------------------------------------------------- |
| Novela           | Bom Sucesso Paulo Halm e Rosane Svartman / TV Globo        |
| Atriz            | Débora Bloch Segunda Chamada / O2 e TV Globo               |
| Ator             | Flávio Migliaccio Órfãos da Terra / TV Globo               |
| Direção          | Andrucha Waddington Sob Pressão 3 / Conspiração e TV Globo |
| Série/Minissérie | Segunda Chamada O2 e TV Globo                              |
| Programa         | Que História É Essa Porchat? Porta dos Fundos e GNT        |
| Jornalismo       | Roda Viva TV Cultura                                       |

Votaram: Cristina Padiglione, Edianez Parente, Fabio Maksymczuk, Flávio Ricco, Leão Lobo, Neuber Fischer, Nilson Xavier e Tony Goes